# 謝文祥
謝文祥（1433年—？），字元吉，湖廣衡州府耒陽縣人，明朝政治人物。進士出身。

## 生平
湖廣鄉試第二十八名。成化二年（1466年）丙戌科會試第五十三名，殿試登進士第二甲第四十五名。

## 家族
曾祖謝仲和。祖父謝永昌。父亲謝必賢，曾任知州。